# Eduardo Garcia (Unternehmer)
Eduardo Antonio Garcia (* 20. Juli 1950 in Stuttgart) ist ein Unternehmer. Er gründete 1975 in Stuttgart die Garmo AG, die sich mit dem Vertrieb von Molkereiprodukten beschäftigt. Heute ist die Garmo einer der größten Hersteller türkisch beschrifteter Lebensmittel in Deutschland und Europa.

## Leben
Der promovierte Betriebswirt wurde als Sohn einer schwäbischen Mutter und eines spanischen Luftwaffenoffiziers geboren. Er wuchs im Umfeld einer schwäbischen Beamtenfamilie auf, machte in Stuttgart Abitur und studierte an der Universität Augsburg Wirtschaftswissenschaften.
Nach dem schweren Erdbeben von 1999 in der Türkei gründete Garcia Ende der 1990er Jahre die GAZi-Kinderstiftung.
Garcia ist ein fußballbegeisterter Schwabe und sagte bei Bekanntgabe des VfB-Sponsorings über sich und den VfB Stuttgart: „Ich begleite diesen Verein schon seit über 50 Jahren. Ich bin bereits in den 1960er Jahren im A-Block gestanden und habe Rolf Geiger und Erwin Waldner zugejubelt. In der C- und B-Jugend habe ich sogar selbst beim VfB gespielt. Und ich bin seit Jahren Stammgast bei den Heimspielen der Roten und der Blauen. Kurzum: Ich bin ein Stuttgarter Fußball-Fan – durch und durch.“

## Auszeichnungen
Eduardo Garcia erhielt am 20. April 2013 im Mannheimer Schloss von Ministerpräsident Winfried Kretschmann den Verdienstorden des Landes Baden-Württemberg, am 22. Februar 2019 im Innenministerium Baden-Württemberg in Stuttgart vom stellvertretenden Ministerpräsidenten Thomas Strobl das Bundesverdienstkreuz am Bande.